# Millwall Football Club
El Millwall Football Club és un club de futbol d'Anglaterra, de la ciutat de Londres. Va ser fundat en 1885 sota el nom de Millwall Rovers i juga en la Football League Championship. Té una forta rivalitat amb un altre equip de la ciutat, el West Ham United.

## Equipatge
- Equipatge titular: Samarreta blava amb una patrocinacio blanca, pantaló blanc, mitges blaves.
- Equipatge alternatiu: Samarreta blanca amb una patrocinacio blava, pantaló blau, mitges blaves.